# Liste von Fischen und Rundmäulern in Nordrhein-Westfalen
Die Liste der Fische und Rundmäuler in Nordrhein-Westfalen enthält die Artenliste der Fische und Rundmäuler in Nordrhein-Westfalen, die in der Roten Liste Nordrhein-Westfalen genannt werden.

## Artenliste
| Art                      | Wissenschaftlicher Name     | Bemerkungen                          | Bild |
| ------------------------ | --------------------------- | ------------------------------------ | ---- |
| Europäischer Aal         | Anguilla anguilla           |                                      |      |
| Aland                    | Leuciscus idus              |                                      |      |
| Äsche                    | Thymallus thamallus         |                                      |      |
| Bachforelle              | Salmo trutta                |                                      |      |
| Bachneunauge             | Lampetra planeri            |                                      |      |
| Bachsaibling             | Salvelinus fontinalis       | Neozoon                              |      |
| Barbe                    | Barbus barbus               |                                      |      |
| Bitterling               | Rhodeus amarus              |                                      |      |
| Blaubandbärbling         | Pseudorasbora parva         | Neozoon                              |      |
| Brasse                   | Abramis brama               |                                      |      |
| Döbel                    | Squalius cephalus           |                                      |      |
| Dreistachliger Stichling | Gasterosteus aculeatus      |                                      |      |
| Elritze                  | Phoxinus phoxinus           |                                      |      |
| Finte                    | Alosa fallax                |                                      |      |
| Flunder                  | Platichthys flesus          |                                      |      |
| Flussbarsch              | Perca fluviatilis           |                                      |      |
| Flussgrundel             | Neogobius fluviatilis       | Neozoon                              |      |
| Flussneunauge            | Petromyzon fluviatilis      |                                      |      |
| Giebel                   | Carassius gibelio           |                                      |      |
| Groppe                   | Cottus gobio                |                                      |      |
| Scheldegroppe            | Cottus perifretum           |                                      |      |
| Rheingroppe              | Cottus rhenanus             |                                      |      |
| Gründling                | Gobio gobio                 |                                      |      |
| Güster                   | Blicca bjoerkna             |                                      |      |
| Hasel                    | Leuciscus leuciscus         |                                      |      |
| Hecht                    | Esox lucius                 |                                      |      |
| Karausche                | Carassius carassius         |                                      |      |
| Karpfen                  | Cyprinus carpio             |                                      |      |
| Kaulbarsch               | Gymnocephalus cernua        |                                      |      |
| Kesslergrundel           | Neogobius kessleri          | Neozoon                              |      |
| Kleine Maräne            | Coregonus albula            |                                      |      |
| Lachs                    | Salmo salar                 | ausgestorben und wieder eingebürgert |      |
| Maifisch                 | Alosa alosa                 |                                      |      |
| Marmorierte Grundel      | Proterorhinus semilunaris   | Neozoon                              |      |
| Meerforelle              | Salmo trutta                |                                      |      |
| Meerneunauge             | Petromyzon marinus          |                                      |      |
| Moderlieschen            | Leucaspius delineatus       |                                      |      |
| Nase                     | Chondrostoma nasus          |                                      |      |
| Neunstachliger Stichling | Pungitius pungitius         |                                      |      |
| Quappe                   | Lota lota                   |                                      |      |
| Rapfen                   | Aspius aspius               | Neozoon                              |      |
| Regenbogenforelle        | Oncorhynchus mykiss         | Neozoon                              |      |
| Rotauge                  | Rutilus rutilus             |                                      |      |
| Rotfeder                 | Scardinius erythrophthalmus |                                      |      |
| Schlammpeitzger          | Misgurnus fossilis          |                                      |      |
| Schleie                  | Tinca tinca                 |                                      |      |
| Bachschmerle             | Barbatula barbatula         |                                      |      |
| Nordseeschnäpel          | Coregonus oxyrinchus        | mit Ostseeschnäpel hybridisiert      |      |
| Schneider                | Alburnoides bipunctatus     |                                      |      |
| Schwarzmundgrundel       | Neogobius melanostomus      | Neozoon                              |      |
| Seesaibling              | Salvelinus alpinus          | Neozoon                              |      |
| Sonnenbarsch             | Lepomis gibbosus            | Neozoon                              |      |
| Steinbeißer              | Cobitis taenia              |                                      |      |
| Stint                    | Osmerus eperlanus           | in NRW ausgestorben                  |      |
| Stör                     | Acipenser sturio            | in NRW ausgestorben                  |      |
| Ukelei                   | Alburnus alburnus           |                                      |      |
| Weißflossen-Gründling    | Gobio albipinnatus          | Neozoon                              |      |
| Wels                     | Silurus glanis              | in NRW heute nur ausgesetzt          |      |
| Zährte                   | Vimba vimba                 |                                      |      |
| Zander                   | Sander lucioperca           |                                      |      |
| Zobel                    | Balerus sapa                | Neozoon                              |      |
| Zwergwels                | Ictalurus nebulosus         | Neozoon                              |      |